# IGD SIIQ
IGD SIIQ S.p.A. (Immobiliare Grande Distribuzione Società di Investimento Immobiliare Quotata S.p.A.) è una delle principali società italiane del settore immobiliare retail, attiva oltre che in quello italiano, focalizzato sui centri commerciali di medie-grandi dimensioni composti da ipermercato-superstore e galleria commerciale, anche in quello romeno.
IGD è nata attraverso il conferimento di gran parte del patrimonio immobiliare di proprietà dell'allora Coop Adriatica (dal 2016 fusasi in Coop Alleanza 3.0) e di Unicoop Tirreno (ora Unicoop Etruria), i due soci di maggioranza che a fine 2017 controllano quasi il 53% del suo capitale
La società, quotata dal 2005 all'MTA agli indici FTSE Italia Mid Cap e FTSE Italia STAR della Borsa di Milano, è stata nel 2008 la prima in Italia ad entrare nel regime SIIQ.

## Storia
La storia di IGD ha le sue origini nell'attività che già nel 1977 la ESP Dettaglianti Associati srl gestiva nell'area di Ravenna, principalmente focalizzata sulla locazione di immobili per la vendita di prodotti non alimentari. Il 1998 vede l'inaugurazione a Ravenna del primo centro commerciale ESP, con l'ipermercato affidato a Coop Adriatica e la galleria gestita da Gescom.
Nel corso del 2000, Coop Adriatica conferisce parte del suo patrimonio immobiliare della grande distribuzione a ESP, che modifica la propria denominazione sociale in IGD - Immobiliare Grande Distribuzione.
Nel corso del 2003 anche Ipercoop Tirreno entra a far parte del capitale di IGD a fronte del conferimento del centro commerciale di Afragola, in Campania; in seguito, Ipercoop Tirreno cede la propria partecipazione in IGD a Unicoop Tirreno.
Nel marzo 2007 nasce RGD - Riqualificazione Grande Distribuzione, joint venture paritetica tra Beni Stabili e IGD, che si pone l'obiettivo di valorizzare centri commerciali già operativi.
Nel marzo del 2008, IGD acquisisce il 100% della società Winmarkt Magazine SA, che controlla un portafoglio di 14 centri commerciali in 13 città romene.
Ad aprile 2008 IGD, prima realtà del settore immobiliare in Italia, esercita l'opzione per il trattamento fiscale previsto nel regime delle SIIQ – Società di Investimento Immobiliare Quotate, assumendo l'attuale denominazione sociale di IGD SIIQ.
Tra il 2009 e il 2010 IGD realizza le aperture dei nuovi centri commerciali nei pressi di Roma, Gravina di Catania, Faenza, Isola d'Asti, Palermo e Conegliano.
Dal 1º gennaio 2016 le quote detenute da Coop Adriatica passano nelle mani di Coop Alleanza 3.0, nuova cooperativa nata dalla fusione delle 3 grandi cooperative del Distretto Adriatico (Coop Adriatica, Coop Consumatori Nordest e Coop Estense).
Nel dicembre 2015, IGD compra da UnipolSai il centro commerciale Puntadiferro di Forlì.  Nel 2025 Courir, marchio francese leader nel settore delle sneaker e appartenente al gruppo JD Sports, ha inaugurato il suo primo store italiano all’interno del centro commerciale Puntadiferro di Forlì, in Emilia-Romagna.
Il 18 aprile 2024 il consiglio di amministrazione ha nominato Antonio Rizzi nel ruolo di presidente e Roberto Zoia nel duplice ruolo di Amministratore Delegato e Direttore Generale.

## Attività
IGD svolge un'attività di gestione immobiliare locativa di centri commerciali (Property Management), ma fornisce anche servizi immobiliari (Facility Management e Agency) sia ai centri di proprietà sia a quelli di terzi.

## Portafoglio immobiliare
Il portafoglio immobiliare valorizzato al 31 dicembre 2017 (2,23 miliardi di euro) è presente per il 92,6% in Italia e per il 7,4% in Romania. In Italia comprende cinquantacinque unità immobiliari: venticinque tra ipermercati e supermercati, ventitré tra gallerie commerciali e retail park, un city center e altre proprietà, e in Romania quindici: quattordici centri commerciali e un ufficio.

## Azionisti
- Coop Alleanza 3.0, soc. coop. 40,92%
- Unicoop Tirreno, soc. coop. 9,97%
- Mercato 49,11%

Aggiornamento 25/03/2025